# مواجهة (فلم 2021)
مواجهة (بالإنجليزية: Encounter) هو فيلم خيال علمي بريطاني أمريكي إنتاج 2021.الفيلم من بطولة ريز أحمد، أوكتافيا سبنسر، يانينا غافانكار وروري كوكران.
من المقرر عرض الفيلم على برايم فيديو في 10 ديسبمر 2021.

## روابط خارجية
- مقالات تستعمل روابط فنية بلا صلة مع ويكي بيانات